# アルゼンチンのサッカー
アルゼンチンのサッカーでは、アルゼンチン共和国におけるサッカー競技について記述する。

## 概要
アルゼンチンでサッカーは最も人気のあるスポーツであり、国際サッカー連盟（FIFA）によると2,658,811人の選手（331,811人が登録者、2,327,000人が非登録者）、3,377のクラブ、37,161人の関係者がいる。レクリエーションスポーツとしても最も人気があり、子どもから高齢者まで幅広い世代がプレーしている。何らかのサッカークラブへの忠誠を宣言している人の割合は、アルゼンチンの人口の約90%に上る。
19世紀後半、ブエノスアイレスに移住したイギリス系移民によってサッカーがもたらされた。1891年には初のサッカーリーグが開催されたが、これはイギリス（スコットランドとイングランド）、オランダに次いで世界で3番目に古いサッカーリーグである。1893年にはアルゼンチンサッカー協会 (AFA) が設立されたが、これは世界で8番目に古い全国規模の統括組織である。サッカーアルゼンチン代表は、世界中の代表国が争うFIFAワールドカップで優勝したことのある8か国のひとつであり、1978年大会と1986年大会と2022年大会で優勝を果たし、1930年大会と1990年大会と2014年大会では準優勝している。
南米の大陸選手権であるコパ・アメリカでは15回優勝しており、FIFAコンフェデレーションズカップでは1992年大会（ただし前身大会）で優勝している。U-23サッカーアルゼンチン代表は2004年大会（アテネ）と2008年大会（北京）で優勝しており、U-20アルゼンチン代表はFIFA U-20ワールドカップで6回優勝している。クラブレベルでは、アルゼンチンのクラブはインターコンチネンタルカップで最多の9回優勝しており、コパ・リベルタドーレスでも最多の25回優勝している。
1991年には女子サッカーの全国リーグであるカンペオナート・デ・フトボル・フェミニーノが設立された。サッカーアルゼンチン女子代表は2007年に初めてFIFA女子ワールドカップに出場し、2006年には南米選手権であるスダメリカーノ・フェメニーノで優勝した。フットサルアルゼンチン代表は1994年にFIFUSA/AMFフットサルワールドカップで優勝し、2003年にFIFAフットサル・コパ・アメリカで優勝し、2004年にFIFAフットサルワールドカップで3位となった。FIFAビーチサッカーワールドカップでは2001年大会で3位となったのが最高成績である。1998年にはアルゼンチン代表がブラインドサッカーの世界大会で優勝している。

## 歴史

### 黎明期

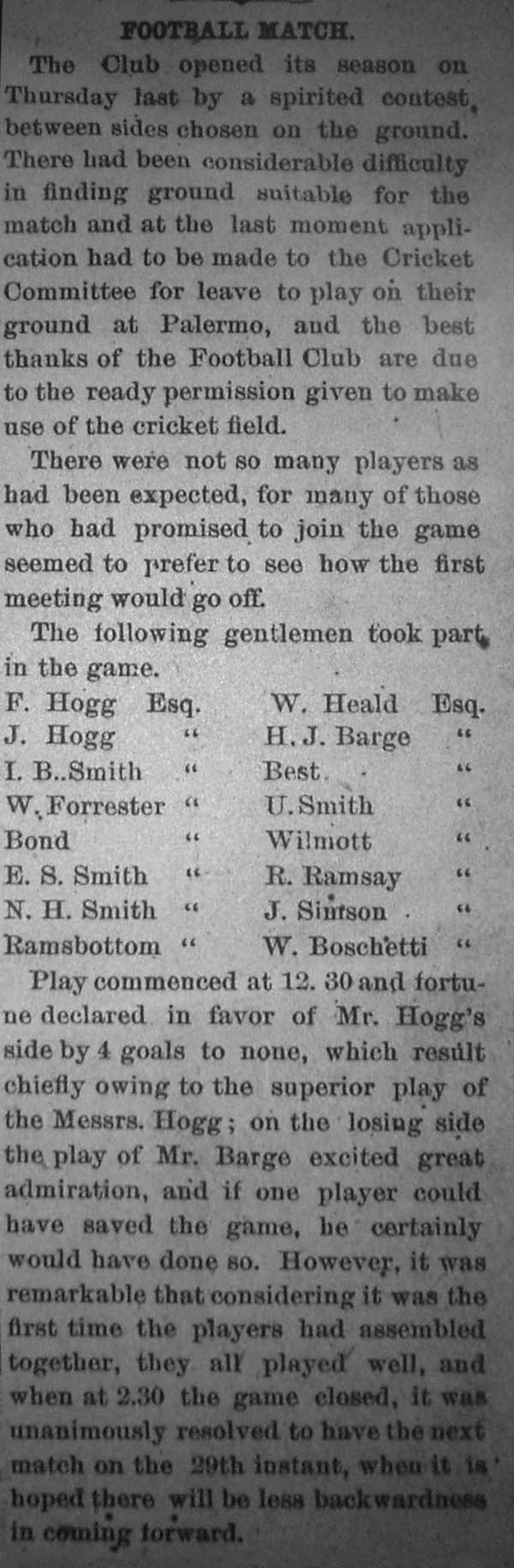
アルゼンチン初の試合の記事

英国市民はローンボウルズ、クリケット、サッカー、ゴルフ、乗馬、ラグビーユニオン、テニスやその他のスポーツ活動を行なうために社交・スポーツクラブを設立した。トーマス・ホッグとジェイムズ・ホッグという2人のイングランド人移民は、1867年5月9日にブエノスアイレスで集会を開き、ブエノス・アイレスFCが創設された。パレルモ地区のガリレオ・ガリレイ・プラネタリウムがある場所には、かつて2月3日公園がありクリケット場が設置されていたが、ブエノス・アイレスFCはブエノス・アイレス・クリケット・クルブからクリケット場の使用許可を与えられた。アルゼンチンで初となるサッカーの試合は、このクリケット場で1867年6月20日に行なわれたとされている。アルゼンチンで発行された日刊の「スタンダード」紙（英語）は、この国でサッカーの試合を扱った最初のメディアだった。イギリス人商人が赤帽子チームと白帽子チームに分かれて試合を行なった。19世紀においては、ユニフォームではなく帽子の色でチームを区別することが一般的だった。両チームの人数は11人ではなく8人だったが、これは主催者が16人以上の選手を見つけられなかったことによる。6月23日のスタンダード紙によれば、ホッグが率いたチームが4-0で勝利した。

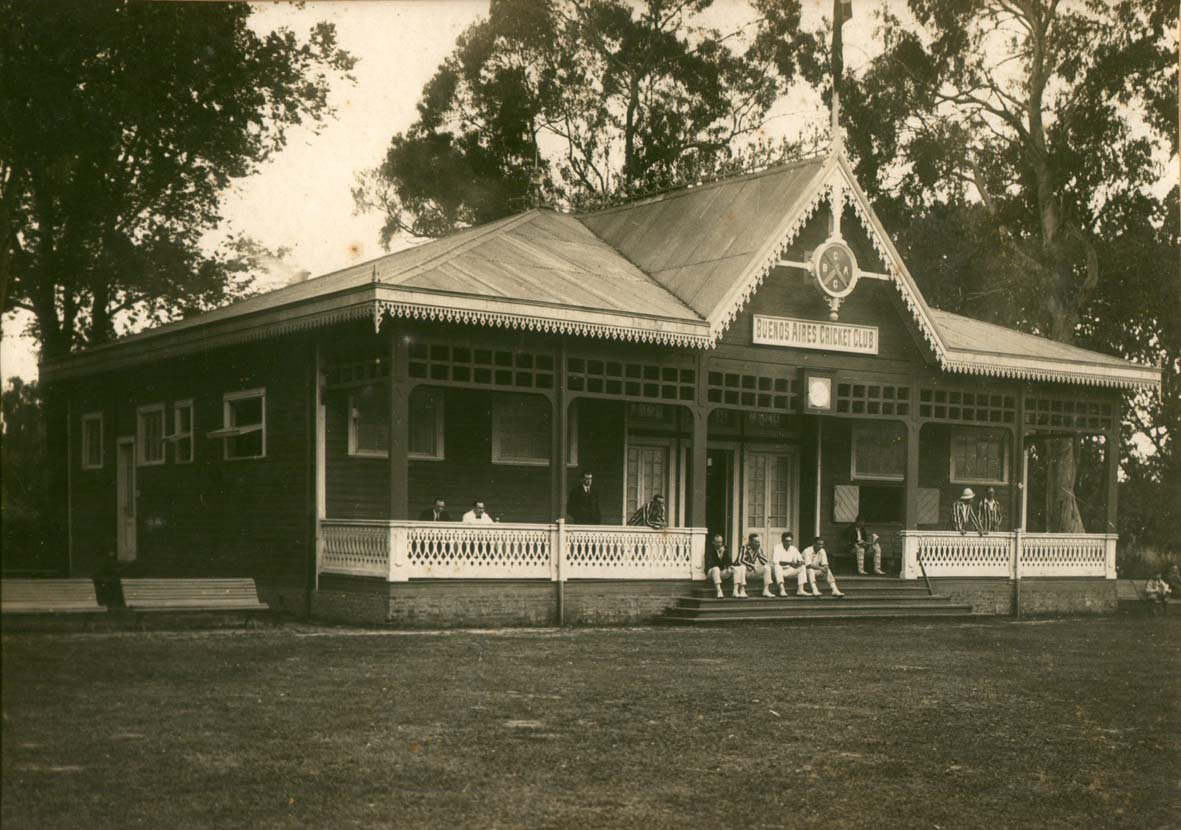
1867年の初試合が行われたパレルモ地区の「ブエノス・アイレス・クリケット・クルブのグラウンド」

「アルゼンチンサッカーの父」と呼ばれるアレクサンダー・ワトソン・ハットン博士はグラスゴー出身の学校教師であり、1880年代初頭、ブエノスアイレスのセント・アンドルー学校で初めてサッカーを教えた。1884年2月4日、ハットン博士はベルグラーノにブエノスアイレス・イングリッシュ高校を創設し、この英語学校でサッカーの指導を続けた。1891年には、セント・アンドルー・スコッツ学校のアレックス・ラモントによって、ブリテン島以外では初 のサッカーリーグであるアルゼンチン・アソシエーション・フットボールリーグが設立された。このリーグには5クラブが出場したが、1シーズンしか開催されていない。アルゼンチンサッカーの黎明期には、イギリス人が所有する様々な鉄道会社の従業員によっていくつものサッカークラブが設立された。現存する鉄道会社由来のサッカークラブには、クルブ・フェロ・カリル・オエステ（ブエノスアイレス西部鉄道）、クルブ・フェロカリル・ミッドランド（ブエノスアイレス中部鉄道）、CAロサリオ・セントラル（セントラル・アルゼンチン鉄道）、CAタジェレス（コルドバ・セントラル鉄道）などがある。

### リーグ創設
1893年2月21日に設立されたアルゼンチン・アソシエーション・フットボールリーグ (The Argentine Association Football League) が、今日のアルゼンチンサッカー協会 (AFA) の前身である。1891年に設立された旧団体と同じ名称であるが組織としての繋がりはない。アルゼンチンにおける初期のサッカーは、ほぼすべての選手や関係者がアルゼンチン駐在のイギリス人かイギリス系アルゼンチン人であった。CAロサリオ・セントラル、ニューウェルズ・オールドボーイズ、キルメスACなどのようなアルゼンチン最古のサッカークラブはすべてアルゼンチン駐在のイギリス人によって設立された。アマチュアリーグ時代にもっとも大きな成功を収めて称賛を受けたクラブはアルムニACであり、ハットン博士の英語高校の卒業生や在校生によって設立されたが、1911年に解散している。19世紀末までに、サッカーはイギリス以外のヨーロッパ系移民の間に普及し、特にイタリア系アルゼンチン人に人気のスポーツとなった。初期のクラブのほとんどは地元のクリオーリョを排除する方針を定めていたが、キルメスACではこの方針への反発から1899年にCAアルヘンティーノ・デ・キルメスが設立され、アルゼンチン選手のための初のサッカークラブとなった。現在でも「アルヘンティーノ」または「アルヘンティノス」を冠するクラブは多く、もっとも有名なのが1985年にコパ・リベルタドーレスで優勝したAAアルヘンティノス・ジュニアーズである。
20世紀初頭には多くのサッカークラブが誕生し、1907年までにアルゼンチン全土で300クラブ以上が活動していた。現在の主要クラブの大部分はこの時期に創設されており、これらのクラブはアマチュア全国選手権もしくは地域選手権に在籍した。この時すでにかなり多くの観客がいたし、サッカー人口が増えたことで、試合におけるイギリスの影響が衰えた。各クラブの名称における英語名の伝統は後年まで続いたが、英語名だったアルゼンチン・アソシエーション・フットボールリーグは、1912年までにスペイン語名称に改名した。1900年代から1920年代前半にかけて、ロサリオを含む大ブエノスアイレス都市圏（1905年）、コルドバ州・コルドバ（1912年）、サンタフェ州・サンタフェ（1913年）、トゥクマン州・サン・ミゲル・デ・トゥクマン（1919年）、サン・ルイス州・サン・ルイス（1920年）、サルタ州・サルタ（1921年）など、アルゼンチンの各都市で新しいサッカーリーグが誕生し、サッカー人口が増大した。
1929年シーズンのアマチュアリーグは多くの試合が開催されなかったり延期され、1929年シーズンと1930年シーズン途中には撤退するクラブが相次いだ。18クラブがアマチュアリーグを離脱し、1931年シーズンに向けてプロリーグの結成を決定した。アマチュアリーグは1934年に幕を閉じるまでプロリーグと並列し、1934年にはアマチュアリーグの多くのクラブがプロリーグの2部に加盟した。プロリーグの設立は、才能ある選手のヨーロッパ流出の抑制につながったが、1934 FIFAワールドカップのイタリア代表メンバーには、アルゼンチン生まれのライムンド・オルシ、エンリケ・グアイタ、ルイス・モンティなどがおり、モンティはアルゼンチン代表として1930 FIFAワールドカップに出場していた。
1964年のコパ・リベルタドーレスでは、CAインデペンディエンテがアルゼンチン勢として同大会初優勝を飾った。同大会のアルゼンチン勢はブラジルなどを大きく引き離して国別優勝回数1位である。1967年のインターコンチネンタルカップでは、ラシン・クルブがアルゼンチン勢として同大会初優勝を飾った。アルゼンチン勢は同大会で国別最多の優勝回数を記録している。1995年のコパCONMEBOLでは、ブエノスアイレスに本拠地を置かないクラブとしてはアルゼンチン勢で初めてCAロサリオ・セントラルが優勝した。アルゼンチン勢は同大会で国別最多の3回優勝している。

### 代表チーム
アルゼンチン代表にとって初の公式戦は、1901年5月16日にウルグアイ代表との間で行なわれた試合であり、3-2で勝利して代表初勝利も挙げた。この試合はアルゼンチン代表とウルグアイ代表のライバル意識の形成の礎となった。アルゼンチン代表にとって初のタイトルは、1905年のコパ・リプトンである。1910年にはコパ・センテナリオに出場し、ウルグアイ代表、ブラジル代表、チリ代表を抑えて優勝した。1916年には第1回コパ・アメリカが開催されてアルゼンチン代表も出場し、この大会はウルグアイ代表が優勝したが、1921年大会ではアルゼンチン代表が初優勝を飾った。1928年にはアムステルダムオリンピックに出場し、金メダルのウルグアイ代表に次いで銀メダルを獲得した。1930年には第1回FIFAワールドカップに出場し、やはりウルグアイ代表に次いで準優勝した。
1978年にはアルゼンチンが1978 FIFAワールドカップの開催国となり、決勝でオランダを3-1で破って初優勝を飾った。1979年のFIFAワールドユース選手権では、ディエゴ・マラドーナに牽引されたアルゼンチンが優勝した。アルゼンチンは同大会で国別最多の6回優勝している。1986年の1986 FIFAワールドカップではマラドーナの活躍で2度目の優勝を飾った。2004年のアテネオリンピックと2008年の北京オリンピックではアルゼンチン代表が優勝し、1964年の東京オリンピック・1968年のメキシコシティオリンピックにおけるハンガリー代表以来となる2連覇を達成した。2022年の2022 FIFAワールドカップでは、リオネル・メッシの活躍で36年ぶり3度目の優勝を果たした。

## 国内リーグ

### 大会方式

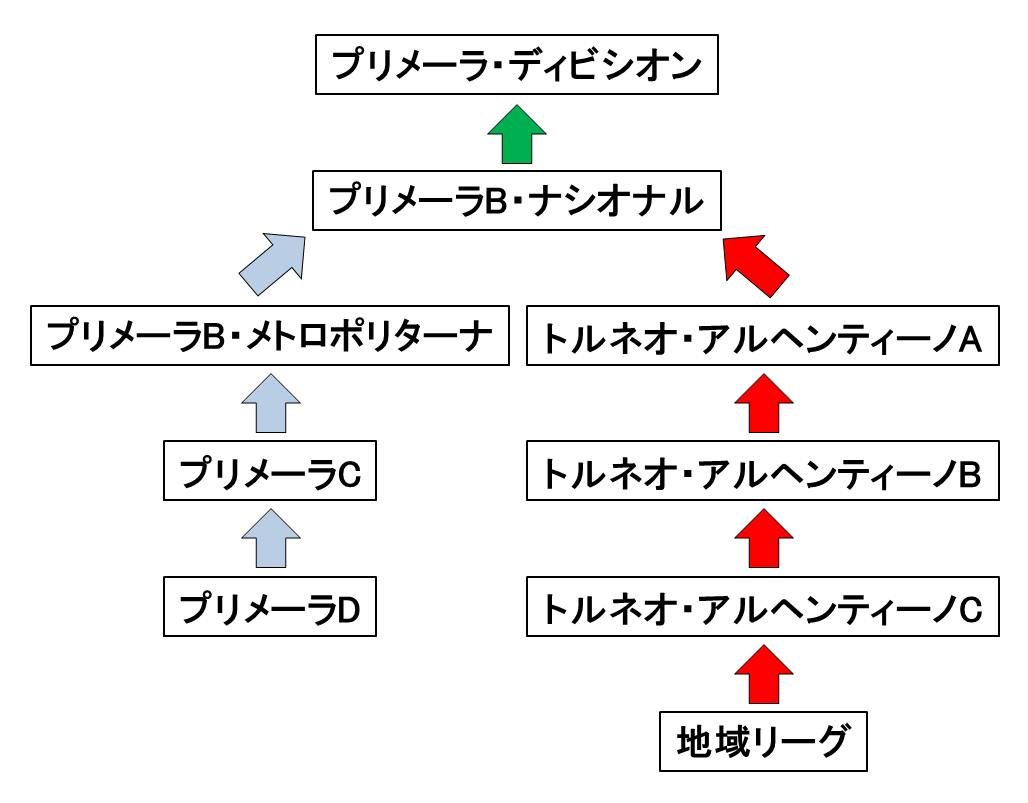
アルゼンチンのサッカーリーグ構成。水色の矢印が大ブエノスアイレス都市圏のクラブであり、赤色の矢印がその他の地域のクラブである。

約450クラブがアルゼンチンサッカー協会 (AFA) に登録しており、ピラミッド型で5部までのリーグを構成している。スーペルリーガ（1部）とプリメーラB・ナシオナル（2部）は全国リーグだが、3部以下は大ブエノスアイレス都市圏内に本拠地を置くクラブとその他の地域に本拠地を置くクラブで異なるピラミッドを構成している。6部相当のリーグ（リーガス・レヒオナレス）は250以上もの地域に分かれて行なわれる。
スーペルリーガはアルゼンチン最高峰のリーグであり、1891年にアマチュアリーグとして創設された。1930年、アマチュア方式に不満を抱いていた18クラブがリーグを離脱し、1931年にプロリーグを創設した。当時の主要クラブのほとんどが、新しく誕生したプロリーグの創設メンバーとなり、その多くは今日でも人気のあるクラブが多い。プロリーグ化されてから長年に渡って、限られた5クラブがリーグ優勝を独占していたため、ボカ・ジュニアーズ、CAインデペンディエンテ、ラシン・クルブ、CAリーベル・プレート、CAサン・ロレンソ・デ・アルマグロの5クラブはアルゼンチンサッカーにおける「ビッグ5」と呼ばれる。1967年にはエストゥディアンテス・デ・ラ・プラタが初優勝し、プロリーグ化以降初めて5クラブの支配を打破した。それ以後はビッグ5以外の10クラブが優勝を飾っており、2012年時点で16クラブに優勝経験がある。大ブエノスアイレス都市圏以外で優勝経験があるのは、サンタフェ州・ロサリオに本拠地を置くCAロサリオ・セントラルとニューウェルズ・オールドボーイズ、ブエノスアイレス州・ラプラタに本拠地を置くエストゥディアンテス・デ・ラ・プラタの3クラブのみである。
1990年から2012年まで、プリメーラ・ディビシオン（スーペルリーガの前身）はアペルトゥーラとクラウスーラという、1年間（1シーズン）を2つの短期リーグに分割する方式を採用していた。アペルトゥーラは開幕 (Open) 、クラウスーラは閉幕 (Close) という意味であり、ブラジルなどを除くラテンアメリカでは一般的な大会方式である。それぞれのシーズンのアペルトゥーラは暦年の後半（7-12月、南半球では春-夏）、クラウスーラは暦年の前半（1-6月、南半球では秋-冬）に行なわれ、シーズン終了後（クラウスーラ終了後）に昇降格クラブが決定される。プリメーラ・ディビシオンは20クラブで構成され、アペルトゥーラとクラウスーラそれぞれが1回戦総当たりのラウンドロビン方式（19試合）によって争われる。アペルトゥーラの第N節でホームのクラブAとアウェーのクラブBが対戦した場合、両者はクラウスーラでも同じ第N節に対戦し、クラブBがホームチームとなる。プリメーラB・ナシオナル（2部）までは全国リーグだが、3部以下のリーグは大ブエノスアイレス都市圏とその他の地域でピラミッドが分けられている。大ブエノスアイレス都市圏はプリメーラB・メトロポリターナ（3部相当）、プリメーラC（4部相当）、プリメーラD（5部相当）というピラミッドが形成され、その他の地域（インテリオール）はトルネオ・アルヘンティーノA（3部相当）、トルネオ・アルヘンティーノB（4部相当）、トルネオ・アルヘンティーノC（5部相当）というピラミッドが形成される。その他の地域には250近くの地域リーグ（6部相当）が存在し、この大会はAFAに直接組織されていない。
1891年から現在に至るまでの国内リーグでもっとも優勝回数が多いのはCAリーベル・プレートであり、リーベル・プレートとボカ・ジュニアーズの2クラブは優勝回数が30回を越えている。CAインデペンディエンテとラシン・クルブが16回優勝で3位タイである。アマチュアリーグ時代にもっとも大きな成功を収めたのはアルムニACであり、1893年から1911年までの間に10回リーグ優勝したが、1911年に解散した。

### 国際大会
国際舞台でもっとも大きな成功を収めたアルゼンチンのクラブはボカ・ジュニアーズである。ボカ・ジュニアーズは国際大会で18個の公式タイトルを獲得しており、イタリアのACミランと並んで国際タイトル数世界最多を誇る。インターコンチネンタルカップでは1977年大会、2000年大会、2003年大会の3回優勝しており、他クラブと並んで最多優勝クラブである。CAインデペンディエンテはコパ・リベルタドーレスで南米最多の7回優勝しており、1972年大会から1975年大会までは4連覇を達成した。また、インデペンディエンテは16個の国際タイトルを獲得しており、ボカ・ジュニアーズとACミランに抜かれるまで20年以上も国際タイトル数世界最多のクラブだった。これらの功績により、インデペンディエンテは「レイ・デ・コパス」（カップ戦王者）というニックネームを得ている。
コパ・リベルタドーレスでは、エストゥディアンテス・デ・ラ・プラタが4回（1968年、1969年、1970年、2009年）優勝し、CAリーベル・プレートが2回（1986年、1996年）優勝し、ラシン・クルブが1回（1967年）優勝し、AAアルヘンティノス・ジュニアーズが1回（1985年）優勝し、CAベレス・サルスフィエルドが1回（1994年）優勝している。国内リーグでの優勝経験がないながら国際タイトルを保持しているクラブもいくつかあり、CAタジェレスは1999年にコパCONMEBOLで優勝しているし、アルセナルFCは2007年にコパ・スダメリカーナで、2008年にスルガ銀行チャンピオンシップで優勝している。アルセナルは国際タイトル獲得後の2012年に国内リーグで初優勝した。アルゼンチンのクラブが現在出場している国際大会、過去に出場していた国際大会、アルゼンチンサッカー協会 (AFA) が公式に認知している国内大会は以下のとおりである。
| 現在開催されている国際大会 | 現在開催されている国際大会   | 現在開催されている国際大会 | 現在開催されている国際大会                                                     |
| 開催                       | 大会                         | 出場資格                   | 備考                                                                           |
| -------------------------- | ---------------------------- | -------------------------- | ------------------------------------------------------------------------------ |
| 1960-                      | コパ・リベルタドーレス       | 変則的                     | アルゼンチン勢の優勝回数22回は国別最多、最多優勝クラブはCAインデペンディエンテ |
| 1988-                      | レコパ・スダメリカーナ       | 変則的                     | アルゼンチン勢の優勝回数6回は国別2位                                           |
| 2000-                      | FIFAクラブワールドカップ     | コパ・リベルタドーレス優勝 | アルゼンチン勢の優勝なし                                                       |
| 2008-                      | スルガ銀行チャンピオンシップ | レコパ・スダメリカーナ優勝 | アルゼンチン勢の優勝回数1回、最多優勝クラブは アルセナルFCなど5クラブ          |

| 過去に開催されていた国際大会 | 過去に開催されていた国際大会     | 過去に開催されていた国際大会                           | 過去に開催されていた国際大会                                                                                                   |
| 開催                         | 大会                             | 出場資格                                               | 備考 |
| ---------------------------- | -------------------------------- | ------------------------------------------------------ | --- |
| 1900-1919                    | タイ・カップ                     | コパ・デ・コンペテンシア優勝                           | アルゼンチン勢の優勝回数13回は国別1位、最多優勝クラブはアルムニAC、アルゼンチンとウルグアイの計3地域のリーグ王者が対戦         |
| 1905-1920                    | コパ・デ・オノール・クセニエール | コパ・デ・オノール・ムニシパリダ優勝                   | アルゼンチン勢の優勝回数4回は国別2位                                                                                           |
| 1913-1955                    | コパ・アルダオ                   | プリメーラ・ディビシオン優勝                           | アルゼンチン勢の優勝回数15回は国別1位、最多優勝クラブはCAリーベル・プレートなど2クラブ、アルゼンチン王者とウルグアイ王者が対戦 |
| 1960-2004                    | インターコンチネンタルカップ     | コパ・リベルタドーレス優勝                             | アルゼンチン勢の優勝回数9回は国別最多、最多優勝クラブはボカ・ジュニアーズなど5クラブ、各大陸王者が対戦                         |
| 1988-1997                    | スーペルコパ・リベルタドーレス   | 歴代コパ・リベルタドーレス優勝クラブ                   | アルゼンチン勢の優勝回数6回は国別1位、最多優勝クラブはCAインデペンディエンテなど2クラブ                                        |
| 1992-1999                    | コパCONMEBOL                     | コパ・リベルタドーレス優勝, レコパ・スダメリカーナ優勝 | アルゼンチン勢の優勝回数3回は国別2位、南米王者2クラブが対戦                                                                    |
| 1992-1995                    | コパ・マステル・デ・スーペルコパ | 歴代スーペルコパ優勝クラブ                             | アルゼンチン勢の優勝回数1回は国別1位タイ、最多優勝クラブはボカ・ジュニアーズなど2クラブ                                        |

| 1905-1936       | コパ・デ・オノール・ムニシパリダ | 大ブエノスアイレス都市圏とブエノスアイレス近郊のロサリオ（ロサリオサッカー協会）のクラブが出場した。この大会の優勝クラブはコパ・デ・オノール・クセニエールの出場権を得て、ウルグアイサッカー協会の代表クラブと国際タイトルを争った。 |
| 1907-1933       | コパ・デ・コンペテンシア         | リーガ・アルヘンティーナ・デ・フットボールとフェデラシオン・ロサリーナ・デ・フットボールに加盟するクラブが出場を許された。この大会の優勝クラブはタイ・カップの出場権を得て、コパ・デ・コンペテンシア（ウルグアイ）優勝クラブと国際タイトルを争った。 |
| 1913-1958       | コパ・イバルグレン               | トロフィーはコパ・イバルグレン公共訓練大臣によって寄贈された。アルゼンチンにおけるすべての地域リーグの優勝クラブが出場し、1913年-1938年はプリメーラ・ディビシオン優勝クラブ対ロサリオ・リーグ優勝クラブで、1939年はプリメーラ・ディビシオン優勝クラブ対リトラル・リーグ優勝クラブで、1940年-1941年はプリメーラ・ディビシオン優勝クラブ対ロサリオ・リーグ優勝クラブで、1942年-1958年はプリメーラ・ディビシオン優勝クラブ対コパ・プレシデンテ優勝クラブでトロフィーが争われた。 |
| 1920-1926       | コパ・デ・コンペテンシア         | 1919年に形成された反体制派のアソシアシオン・アマテウルス・デ・フットボール（アマチュアサッカー協会）によって、1920年に創設された。アマチュアサッカー協会は1926年まで大会を組織し、その後アソシアシオン・アルヘンティーナ・デ・フットボールと合併した。 |
| 1939-1949       | コパ・アドリアン・C・エスコバル  | AFAのアドリアン・C・エスコバル会長によってトロフィーが寄贈された。国内リーグの上位7クラブが出場した。 |
| 1958            | コパ・スエシア                   | 1958 FIFAワールドカップの関係で国内リーグが中断したため、1958年に1回限りで開催され、CAアトランタが優勝した。 |
| 1969-1970 2011- | コパ・アルヘンティーナ           | 当初はコパ・スダメリカーナの国内予選だった。1969年と1970年に２回限りで開催され、2011年に復活した。 |
| 1993            | コパ・センテナリオ・デ・ラ・AFA  | 1993-94シーズン、AFAの創立100周年を記念して開催され、ヒムナシア・ラ・プラタが優勝した。 |

## サッカー文化

### ダービーマッチ
アルゼンチンには数多くのローカル・ダービーが存在する。アルゼンチンでもっとも重要なダービーはスーペルクラシコであり、アルゼンチンでもっとも人気のある2クラブによって行なわれる。ボカ・ジュニアーズとCAリーベル・プレートはともにブエノスアイレスに本拠地を置き、イギリスのオブザーバー紙はスーペルクラシコを「死ぬまでに見るべき50のスポーツイベント」の第1位に選出した。スーペルクラシコに次いで2番目に重要なダービーはクラシコ・デ・アベジャネーダであり、CAインデペンディエンテとラシン・クルブによって争われる。両クラブはともにブエノスアイレス南部郊外のブエノスアイレス州・アベジャネーダに本拠地を置いており、アルゼンチンで3番目と5番目に人気のあるクラブであり、3番目と6番目に大きな成功を収めたクラブである。
その他の重要なダービーには、CAウラカンとCAサン・ロレンソ・デ・アルマグロが争うクラシコ・ウラカン＝サン・ロレンソ、サンタフェ州・ロサリオに本拠地を置くニューウェルズ・オールドボーイズとCAロサリオ・セントラルが争うクラシコ・ロサリオ、ブエノスアイレス州・ラプラタに本拠地を置くエストゥディアンテス・デ・ラ・プラタとヒムナシア・ラ・プラタが争うクラシコ・プラテンセ、ブエノスアイレス南部郊外に本拠地を置くフェロ・カリル・オエステとCAベレス・サルスフィエルドが争うクラシコ・デル・オエステ、CAアトランタとCAチャカリタ・ジュニアーズが争うダービー（かつてはクラシコ・デ・ビジャ・クレスポと呼称されていた）、サンタフェ州・サンタフェに本拠地を置くCAコロンとCAウニオンが争うクラシコ・サンタフェシーノ、ブエノスアイレス北部郊外に本拠地を置くCAプラテンセとCAティグレが争うクラシコ・デ・ラ・ソナ・ノルテ、コルドバ州・コルドバに本拠地を置くCAベルグラーノとCAタジェレスが争うクラシコ・コルドベス、同じくコルドバに本拠地を置くインスティトゥートACコルドバとCAラシンが争うクラシコ・インスティトゥート＝ラシン、トゥクマン州・サン・ミゲル・デ・トゥクマンに本拠地を置くCAサン・マルティンとアトレティコ・トゥクマンが争うクラシコ・トゥクマーノなどがある。
アルゼンチン代表は、ブラジル代表、イングランド代表、ウルグアイ代表などに対してライバル意識を持っている。ブラジル代表やイングランド代表との試合では、ただの親善試合の際にも物議を醸す事件が起こることがある。アルゼンチン代表とブラジル代表の対戦は「バトル・オブ・サウスアメリカ」(Battle of the South Americans) と呼ばれる。両国のライバル関係の起源は、両国のサッカー人気が現在ほどでない時代に遡ることができる。史上最高のサッカー選手を議論する際、アルゼンチン代表のディエゴ・マラドーナとブラジル代表のペレが比較されることが多く、アルゼンチン代表のアルフレッド・ディ・ステファノとブラジル代表のガリンシャのペアもよく引き合いに出される。現代においては、アルゼンチン代表のリオネル・メッシとブラジル代表のネイマールが比較され、マラドーナとペレはそれぞれメッシとネイマールを自身の後継者と宣言している。
サッカーにおける2国間のライバル関係は、フランス代表とイタリア代表、アルゼンチン代表とブラジル代表などのように近接する2国の間で形成されることが多いが、アルゼンチン代表とイングランド代表は大西洋を挟んでライバル意識を形成している。イングランド代表はドイツ代表やスコットランド代表と同様に、アルゼンチン代表も主要なライバルとみなしている。アルゼンチン代表もまた、ブラジル代表やウルグアイ代表と同様に、イングランド代表を主要なライバルとみなしている。1966 FIFAワールドカップと1986 FIFAワールドカップで対戦した際には物議を醸す事件が起こった。1982年にはアルゼンチンとイギリスの間でマルビナス紛争（フォークランド紛争）が起こり、特にアルゼンチンでイングランドに対するライバル意識が増大した。しかし、オスワルド・アルディレスやリカルド・ビジャなどの選手はイングランドのクラブで人気選手となり、他にも多くの選手が大西洋を渡ってイングランドのクラブでプレーしている。
アルゼンチンにサッカーをもたらしたのはイギリス系移民であり、「アルゼンチンサッカーの父」と呼ばれるグラスゴー出身のアレクサンダー・ワトソン・ハットンはアルゼンチンサッカー協会 (AFA) の初代会長を務めた。アルゼンチンにおけるサッカー黎明期の選手や関係者は、ほとんどすべてがアルゼンチン駐在のイギリス人かイギリス系移民である。英語名で設立されたクラブも数多く、「コーナー」や「ウィング」などの単語はスペイン語ではなく英語が一般的に使用されている。

### サポーター
多くのアルゼンチン人の生活において、サッカーは重要な役割を果たしている。普段はスタジアムに行かないサポーターもテレビで試合を観戦し、翌日になると試合について友人や同僚と語りあう。アルゼンチン代表の試合ともなると、あらゆる人が試合を観戦するために街の通りから人影が消える傾向がある。アルゼンチン代表が優勝した1978 FIFAワールドカップや1986 FIFAワールドカップの決勝後、通りは優勝を祝う人で溢れかえり、祝福に加わらないことは不可能だった。アルゼンチンではマラドーナは神にも似た何かとされ、マラドーナ教（マラドーナ教会）という宗教には世界60ヶ国以上に10万人を超える信徒がいるとされている。多くのサッカーファンはアウェーまで駆けつけて贔屓クラブを応援する。
ファンは「インチャス」(Hinchas)と呼ばれ、多くのスタジアムで感情的な雰囲気を形成し、試合中はずっと騒がしく歌ったり声援を送ったりする。南米ではヨーロッパのフーリガンに似た組織としてバーラ・ブラーバがあり、試合後には暴力事件など様々な問題を引き起こしている。ボカ・ジュニアーズとCAリーベル・プレートが対戦するスーペルクラシコは世界でもっとも白熱する試合のひとつとされ、試合そのものよりも色とりどりのファンのほうがより重要に思える。しかし、アルゼンチンには各地域に数多くのダービーが存在し、スーペルクラシコがとりわけ目立っているわけではない。